# Canterburyjske priče
Canterburyjske priče (engl. The Canterbury Tales), zbirka priča Geoffreya Chaucera, većinom u stihovima, napisana na srednjoengleskom jeziku između 1387. i 1400. Ubraja se među temeljna djela engleske književnosti. Nastala je dijelom po uzoru na Decameron Giovannija Boccaccia, s čijim se djelima Chaucer upoznao za boravka u Italiji. 
Zbirku uokviruje priča o 30-ero hodočasnika koji iz okolice Londona kreću u Canterbury u pokrajini Kent, kako bi se poklonili grobu Tome Becketa. Hodočasnici su predstavnici različitih društvenih staleža, zanimanja i osobnosti. Pred polazak se okupljaju u gostionici Tabard i dogovaraju se da će se na putu do Canterburyja i natrag natjecati u pričanju priča. Chaucer je planirao napisati stotinjak priča, po dvije za svakog hodočasnika u odlasku i povratku. Do kraja života ih je napisao 24, od čega 22 u stihu (jampskom desetercu), i dvije u prozi. Priče žanrovski variraju od viteških romansi, narodnih priča, svetačkih legendi i basni do himne, alegorije i čak alkemičarskog računa. Teme i priče su preuzete iz Decamerona, francuske književnosti i mjesnih legendi. Prožete su ironijom, humorom, i ponekad satirom. Odlikuje ih jednostavnost i lakoća izlaganja te korištenje poslovica, mudrih izreka i drugih obilježja narodnog jezika onoga vremena.
Canterburyske priče je na hrvatski preveo Luko Paljetak.